# CMA CGM Marco Polo
CMA CGM Marco Polo là tàu container được đăng ký tại Anh thuộc lớp Explorer thuộc sở hữu của nhóm CMA CGM. Vào ngày 6 tháng 11 năm 2012, nó đã trở thành tàu container lớn nhất thế giới được đo bằng sức tải (16.020 TEU), nhưng đã bị vượt qua vào ngày 24 tháng 2 năm 2013 bởi lớp Maersk Triple E (18.270 TEU), dài hơn 4 mét (13,1 ft) chính xác chiều dài 400m.
Nó được đặt tên cho thương gia và du khách người Venice Marco Polo.
Lớn nhất trước đó là Emma Mærsk và bảy tàu cùng loại với nó lớp Mærsk E (15.500 TEU). Sức tải là 10.000 TEU nếu tất cả đều được tải đầy đủ 14 tấn container, so với 11.000 cho Emma Mærsk và thậm chí nhiều hơn cho Triple E Class.